# 島内 (松本市)
島内（しまうち）、大字島内は長野県松本市の北西に位置する大字。

## 概要
松本市音楽文化ホール、平瀬公園、あずさ運動公園、長野朝鮮初中級学校、高松寺、松本トンネル、島内駅、エコトピア山田（埋立処分場）、ラーラ松本（ゴミ焼却場）がある。国道147号沿いや音楽文化ホール裏には郊外型専門店や商店が見られる。大糸線沿線（南部）には住宅が密集しているが、北部などは住宅と農地が混在している程度である。
奈良井川と梓川の川中島の内側であり、地名もこれによる。中世には犬飼氏（犬甘氏）が支配していたので犬飼島（犬甘島）などと呼ばれていた。
町村地区では毎年、地元の小学生の手により道祖神の色塗りが行われる。また毎年4月の武宮神社の例大祭では市の無形民俗文化財に指定されている「島内の鳥居火」が行われ、また奈良井川の東岸にある鳥居山には藤原時平を祭った大宮神社があり、同様の「鳥居火」が行われる。
俗地名では平瀬川西（北端）、平瀬川東（北端）、上平瀬（北端）、下平瀬（北部）、高松（南西部）、島高松（中西部）、北方（中北部）、町（旧・犬飼町）（中東部）、東方（中東部）、南中（中部）、東中（中東部）、犬飼新田（東部）、新橋（南東部）、青島（南東部）、小宮（南西部）、松島（南部）、山田（奈良井川東岸）などが該当する。

## 世帯数と人口
2018年（平成30年）10月1日現在の世帯数と人口は以下の通りである。
| 大字 | 世帯数    | 人口     |
| ---- | --------- | -------- |
| 島内 | 5,244世帯 | 12,664人 |

## 経済

### 島内に本社を置く企業
- ゼインアーツ（アウトドア用品製造）

## 交通

### 鉄道
- 東日本旅客鉄道（JR東日本）
  - ■大糸線 : 島内駅、島高松駅

### 道路
- 長野自動車道
  - 梓川SA/スマートIC（下り線）

- 国道19号
- 国道147号
- 国道254号
- 長野県道48号松本環状高家線
- 長野県道320号倭北松本停車場線